# The Witcher: Sirenas de las profundidades
The Witcher: Sirens of the Deep (en hangul, 위쳐 심연의 사이렌; romanización revisada, wichyeo sim-yeon-ui sailen) es una película dramática de fantasía animada para adultos de 2025, que sirve como spin-off de la serie de Netflix The Witcher. Fue dirigida por Kang Hei Chul y escrita por Mike Ostrowski y Rae Benjamin. La película es una adaptación libre del relato "Un pequeño sacrificio" de Andrzej Sapkowski.

## Sinopsis
Geralt, un cazador de monstruos mutante, es contratado para investigar los ataques a una aldea costera y desentrañar un antiguo conflicto entre humanos y gentes del mar que amenaza con provocar una guerra entre reinos. Ayudado por sus aliados, se dispone a resolver el misterio antes de que las hostilidades se intensifiquen.

## Reparto
- Doug Cockle as Geralt of Rivia
- Joey Batey as Jaskier
- Anya Chalotra as Yennefer de Vengerberg
- Christina Wren as Essi Daven
  - Valerie Roz Lohman as young Essi
- Emily Carey as Sh'eenaz
- Mallory Jansen as Melusina
- Camrus Johnson as Agloval
- Ray Chase as Zelest
  - Greg Vinciguerra as young Zelest
- Simon Templeman as Usveldt
- Cynthia McWilliams as Dahut
- Stephen Fu as Deroua
- Ramon Tikaram as Basim

## Producción
En septiembre de 2021, en Tudum: A Netflix Global Fan Event, Netflix anunció por primera vez el desarrollo de un segundo largometraje de anime tras The Witcher: Nightmare of the Wolf. En los meses siguientes, el productor ejecutivo Tomek Baginski declaró que la película se basaría directamente en una obra de Andrzej Sapkowski de la serie The Witcher, en lugar de crear una nueva historia a partir del material que Sapkowski insinúa a lo largo de la serie. Más tarde se reveló que se trataba de la historia corta "A Little Sacrifice" de Sword of Destiny cuando Netflix también reveló el título The Witcher: Sirens of the Deep en un teaser tráiler. Netflix colaboró con los estudios de animación surcoreanos Studio Mir, Studio IAM y Platige Image y Hivemind, como ya había hecho con Pesadilla del lobo. El anuncio también incluía un estreno en 2024 y el reparto. Después de que Henry Cavill abandonara la serie, Doug Cockle volvió a poner voz a Geralt de Rivia, como había hecho en la serie de videojuegos. Joey Batey y Anya Chalotra retomarían sus papeles de la serie de acción real, y Christina Wren se unió al reparto. La película se retrasó finalmente al 11 de febrero de 2025.

## Recepción
En el sitio web agregador de críticas Rotten Tomatoes, el 56% de las 18 reseñas de los críticos son positivas, con una puntuación media de 5,6/10. Metacritic, que utiliza una media ponderada, asignó a la película una puntuación de 54 sobre 100, basada en 8 críticos, lo que indica críticas "mixtas o medias".